# Muschampia musta
Muschampia musta is een vlinder uit de familie van de dikkopjes (Hesperiidae). De wetenschappelijke naam van de soort is voor het eerst gepubliceerd in 1949 door William Harry Evans.